# Complotto di Rye House

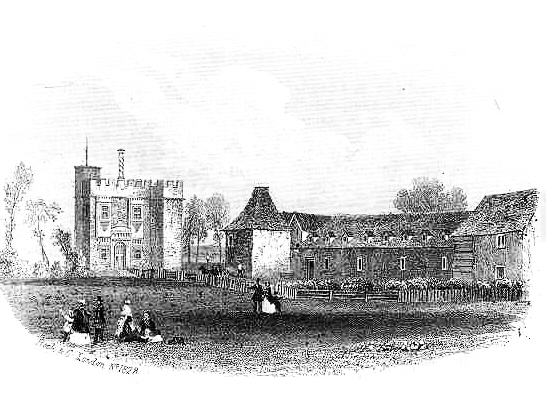
Rye House in un disegno del 1823.

Il complotto di Rye House (Casa delle Segale), conosciuto anche con il termine originale inglese Rye House Plot, è stato un attentato organizzato nel 1683 nei confronti del re d'Inghilterra Carlo II Stuart e di suo fratello Giacomo, allora duca di York.
Irritato per il governo assolutistico di Carlo II, che aveva definitivamente sciolto il Parlamento e governava su modello dei re di Francia, un gruppo di parlamentari organizzò un complotto, volto ad eliminare sia Carlo II, sia Giacomo, per instaurare un governo di stampo cromwelliano, che prese il nome di Rye House Plot. Il piano era semplice, e consisteva nell'uccidere Carlo e Giacomo appena fossero rientrati da una cavalcata fuori Londra. Ma un incendio distrusse gli alloggi di campagna del sovrano, che fece anticipatamente ritorno a corte, cogliendo di sorpresa i congiurati. Tra di essi, tutti nomi importanti nella società dell'epoca, alcuni finirono giustiziati, altri rinchiusi nella Torre di Londra. Elizabeth Gaunt solamente per aver dato aiutato un cospiratore a fuggire, fu messa al rogo pubblicamente. Implicato nella congiura fu scoperto anche James Scott, figlio illegittimo di Carlo II, che venne mandato in esilio nei Paesi Bassi. L'attentato alla vita del re e del duca di York fece crescere l'ammirazione e la stima del popolo inglese verso la casa reale.